# Abbaye Saint-Corentin
L’abbaye royale de Saint-Corentin-lès-Mantes est une ancienne abbaye bénédictine de femmes, construite sur l'actuelle commune de Septeuil (Yvelines), au diocèse de Chartres. Elle a complètement disparu, un château est construit sur son emplacement au XIXe siècle.

## Fondation
En 966, la crainte des invasions des Vikings engage les habitants de Quimper de transporter le corps de leur saint évêque Corentin à Paris, où par ordre de Hugues Capet, il fut déposé dans la chapelle de Saint-Barthélémy,.
Le roi de France Philippe-Auguste, qui avait répudié sa femme Ingeburg de Danemark, épouse Agnès de Méranie, fille de Berthold, duc de Méranie (Tyrol) en 1196. Le pape Innocent III, excommunie le roi en 1199 et le force à se séparer d'Agnès. Elle lui avait donné deux enfants et meurt, à la naissance du troisième, le 19 juillet 1201 à Poissy.
Selon Guillaume le Breton : « L'an 1201, lorsque Octavien était encore légat du pape en France, mourut la reine concubine Marie (de Méranie) qui avait épousé Philippe-Auguste, après avoir répudié Ingelburge, et elle fut honorablement ensevelie dans un couvent de religieuses, dans l'église de Saint-Corentin, éloignée de six mille pas de Mantes, où le roi Philippe fit élever une abbaye pour cent vingt vierges qui sous les ordres d'une abbesse, y servent constamment le Seigneur ». Ce qui est complété par un second témoignage, par Albéric de Trois-Fontaines qui nous explique : « L'an 1201, le jeune Philippe et Marie sa sœur, qu'avait eu le roi de sa concubine, sont légitimés par le pape Innocent. La même année, la concubine, leur mère, meurt, et est inhumée auprès de Mantes, dans l'église de Saint-Corentin, où le roi fit élever une abbaye pour cent vingt religieuses ».
Sur le tombeau de la reine Marie, inhumée auprès de la porte, se trouvait gravée l'épitaphe suivante : « En cette église est inhumée la reine Marie de Moravie ou Méranie, épouse de Philippe II dit Auguste, roi de France, lequel fonda cette abbaÏe pour cent vingt religieuses sous une abbesse. Philippe, comte de Boulogne, fils des susdits roi et reine, a donné à cette maison dix milliers de harangs sors. Priez dieux pour leur repos ».
Les moines Guillaume le Breton et Albéric de Trois-Fontaines paraissent donner à entendre que ce monastère existait avant 1201, et que ce ne fut qu'après le décès de la reine concubine qu'il reçut le titre plus honorable d'abbaye. Les religieuses de Saint-Cyr prétendaient, en effet, que ce monastère de Saint-Corentin avait été quelque temps sous leur dépendance. En fonction de cela, on peut affirmer qu'au XIIe siècle, ce prieuré était soumis à Saint-Cyr, et que ce n'est que vers 1201 qu'il devint une abbaye indépendante.

## Histoire
L'abbaye est construite sur le flanc d'une hauteur dominant la Vaucouleurs.
Le cœur et les entrailles de la mère de saint Louis, Blanche de Castille, morte en 1252, sont enterrés dans le chœur de l'église. Selon une inscription : « Cette tombe est de la reine Blanche de Castille, épouse de Louis, huitième du nom, roi de France, et mère de saint Louis, aussi roi de France, dont le cœur et les entrailles sont dans ce monument. Elle a donné à cette abbaïe 50 livres parisis de rente, les vitres de cette église et quantité d'autres bienfaits; pour l'âme de laquelle reine, on dit tous les mois un obit en ce monastère ». Selon d'autres sources ce seraient uniquement les entrailles ; d'autres sources enfin que ce ne serait que le cœur.
Aux XVIIe et XVIIIe siècles, les dames de la bonne société y louent des appartements et mènent une existence mondaine, ce qui procure à l'abbaye des revenus importants.
En 1761, l'abbé Beauny, chapelain de l'abbaye royale de Saint-Corentin, a envoyé à l'Académie une caisse de pétrifications trouvées au terroir de Pincerais.
Françoise Grain de Saint-Marsault a fait profession de la vie religieuse dans l'abbaye de Saint-Corentin avant de devenir abbesse à Bonnesaigne en mars 1780 (Limousin).
La Révolution lui porte un coup fatal. La dernière abbesse Françoise de Boisse y meurt en avril 1792. Les autres religieuses sont dispersées et le couvent vendu comme bien national en décembre 1792. Le monastère est ensuite détruit complètement.

## Saint Corentin
La légende raconte que l'on voit encore à Quimper la fontaine où vivait un poisson merveilleux. Quoique saint Corentin en coupa chaque matin la moitié pour se nourrir, il était toujours vivant et toujours entier.
Les reliques de saint Corentin quittèrent la Bretagne après les invasions des Normands. Elles aboutirent en partie à l'abbaye de Marmoutier près de Tours et à l'abbaye Saint-Magloire de Paris. Philippe Auguste obtint  une relique de saint Corentin pour fonder son nouveau monastère près de Mantes, qui prendra le nom de Saint-Corentin-lès-Mantes.
La fête de saint Corentin est célébrée le 12 décembre.

## Liste des abbesses
- Mabilie[3],[1]
- Agnès Ire.
- Sidonie
- Avite (ou Avoie) dont la Nécrologie d'Ouche marque la mort au 7 mars[Quand ?].
- Hendeburge (ou Hodearde)
- Mathilde morte le 5 juillet[Quand ?].
- Odeline
- Alice Ire[3]
- Élisabeth Ire
- Alice II de Nantilly
- Agnès II de Meheraud[réf. nécessaire], et non pas de Meherout comme l'indique la gallia christina. On trouve qu'en janvier 1281 elle renonça à son élection entre les mains de Simon de Perruché, évêque de Chartres.
- Pétronille (ou Pierrette) de Vilaines. Par son testament du 27 mai 1315[3], la veille de la saint Chéron, Jean de Garlande, évêque de Chartres, lui légua dix livres pour la célébration de son anniversaire. Le Nécrologe d'Ouche marque la mort de cette abbesse au 17 février[Quand ?].
- Robine (ou Roberge) de Nantilly, 1369-1386, morte le 17 avril 1396.
- Catherine des Fossés 1402-1432[11]. Elle fut citée de 1397 à 1423 dans des chartes authentiques. Henri V, roi d'Angleterre lui confirme le droit de péage du pont de Mantes dû à son monastère, en vertu des anciennes concessions des rois de France.
- Ida de Seraine. Son nom figure dans divers documents[réf. nécessaire], depuis le 15 février 1424 jusqu'en février 1431.
- Pétronille II de Garancière. Elle paraît la première fois en février 1446. Bénite par Pierre Bèchebien, évêque de Chartres, elle lui promit obéissance le 15 novembre 1452, et mourut le 14 juillet 1469.
- Jeanne Ire de Heugueville. Le 22 avril 1471, Miles d'Illiers, évêque de Chartres, lui donna la bénédiction abbatiale et reçu serment de son obéissance. Elle mourut le 18 juin 1594.

### XVesiècle
- Marguerite de Pilois, 1504, morte le 22 septembre 1522[3].
- Jeanne II de Limoges, 1525, morte en 1531
- Antoinette du Busc, 1531, morte le 24 décembre 1544.
- Isabelle Ire de Venoix, morte le 14 avril 1554[3]
- Madeleine Ire de L'Étendart, 1555-1576
- Jeanne III de Limoges 1582. Le roi Henri III demande au sieur de Poigny, le 1er septembre 1582, d'obtenir du pape la nomination de sœur Ysabeau Violle, religieuse de Port-Royal à l'abbaye de Saint-Corentin, ordre de saint Benoît au diocèse de Chartres, vacante par la mort de sœur Jeanne de Limoges [12].
- Isabelle II de Viole.
- Françoise de Saint-Simon de Saudricourt, morte le 16 août 1597.

### XVIesiècle
- Gabrielle d'Amilly, abbesse vers 1616 à 1633[13].
- Marie de Vienne, Fille du gouverneur d'Abbeville, elle fut nommée en 1633, et pendant trente années maintint dans le monastère la régularité de la discipline qui, à son avènement, y était à peu près perdue.
- Anne-Berthe de Béthune (1637-1689)[14], abbesse de 1659 à 1669[15],[16] , [Note 1] Elle était amie avec Catherine de Bar[17].
- Marie-Anne de Cochefilet de Vaucelas échangea son abbaye de Beaumont-lès-Tours pour celle de  Saint-Corentin en 1669[3].
- Julie-Gabrielle de Beauvais se démit de sa dignité abbatiale en 1675.
- Madeleine II Ceberet (ou Cebret), religieuse de Jouarre. Elle fut nommée abbesse en 1675, elle abdiqua ses fonctions en 1678 pour retourner dans son premier monastère, où elle mourut le 4 septembre 1718[3].
- Marie, ou Marguerite-Angélique de Bullion. Fille de François de Bullion, marquis de  Montlouet, baron de Maule, premier écuyer de la grande écurie du roi, et de Louise-Henriette Rouault, dame de Thiembronne. Elle fut abbesse de 1678 à  sa mort, le 29 janvier 1712. Il y a alors douze religieuses et 6.000 livres de revenus[3],[18].

### XVIIIesiècle
- N. de Menestrel, nommée par le roi le 26 mars 1712, Dernière abbesse mentionnée par les auteurs de la Gallica christiana[3].

dans le registre des actes des vêtures, noviciat et professions et inhumation nous avons :
- Elisabeth Hauterive 1737.
- Madame d'Assé, abbesse vers 1752 à 1756.
- Eugénie Marie Louise de Boisse [20]
- Claude Gobinard de La Mare (morte en 1772)[21].
- Françoise-Radegonde-Charlotte de Boisse, dernière abbesse, 1756 à 1790. (morte en 1792).